# Aparecida (Paraíba)
Aparecida é um município brasileiro do estado da Paraíba localizado na Região Geográfica Imediata de Sousa. De acordo com o IBGE (Instituto Brasileiro de Geografia e Estatística), no ano de 2014, sua população era estimada em 8.174 habitantes. Área territorial de 295 km².

## História
O recém criado município de Aparecida, localizado às margens da BR-230, teve a sua fundação como povoado no ano de 1926, ao lado do Rio do Peixe e bifurcação do Rio Piranhas, na fazenda denominada “Canto”, numa área doada por Antonio Amancio Pires ao patrimônio de Nossa Senhora dos Remédios. Em 1927 foi realizada a primeira missa na residência de Antonio Amâncio Pires, que ficava bem em frente onde hoje está instalado o posto de combustíveis e que foi recentemente demolida. No mesmo ano  foi realizada a primeira feira  numa latada de palhas de coco localizada onde hoje fica o Cartório de Registro civil.
A partir de então o povoado não parou de crescer. Vinha gente de todos os cantos para aqui fixar residência, depois veio a construção da capelinha que tinha como padroeira Nossa Senhora da Conceição com sua frente para o norte e que ficava no mesmo local da atual capela, em 1945 a antiga capela foi demolida e no seu lugar foi erguida a igreja ainda hoje existente na cidade, desta vez com frente para o oeste e como padroeira Nossa Senhora Aparecida, graças a uma promessa feita por uma devota da virgem.
A primeira escola  foi a do professor José Romero, que ensinava inclusive música e teatro.
Em 1946 o povoado recebe a denominação de Aparecida.

### Patrimônio
Localiza-se no município o conjunto arquitetônico da Casa, Capela e Sobrado da Fazenda Acauã, um patrimônio de influência portuguesa e de relevante importância histórica e cultural, tombado pelo Instituto do Patrimônio Artístico e Cultural (Iphan) no ano de 1967, como também pelo Instituto do Patrimônio Histórico e Artístico do Estado da Paraíba (Iphaep).

## Emancipação Política
Em 1962, Aparecida foi município por 24 horas após ser elevada a categoria de Distrito, sendo o seu território demarcado, aprovado e publicado no Diário oficial do estado da Paraíba.
No dia 2 de janeiro de 1962, o então governador do Estado da Paraíba,Pedro Moreno Gondim, vetou o decreto legislativo nº 477, de 15 de dezembro de 1961, originário do projeto nº 443/61, que criava o município de Aparecida,atendendo a seu pleito de emancipação política e, conseqüentemente, o desligamento do município de Sousa,ao qual pertencia.
O município foi criado pela lei nº 5.896  de 29 de abril de 1994,106º da Proclamação da República,e no dia 3 de outubro de 1996 realizou-se a sua primeira eleição para prefeito, vice-prefeito e vereadores.

### Constitucionalização
No dia 3 de outubro de 1996, realizou-se eleições em todo o estado da Paraíba. Na ocasião foi eleito prefeito constitucional de Aparecida o Sr. José Alves de Sousa e como vice-prefeito Cyro Gadelha de Queiroga. Tomaram posse no dia 1 de Janeiro de 1997, perante a Câmara Municipal, a qual foi eleita juntamente com o prefeito.

## Geografia

### Relevo e hidrografia
Grande parte do território de Aparecida está situada em bacia de origem tectônica, cujo relevo apresenta-se com alguns pontos mais elevados, formando algumas serras, onde a principal é a Serra do Tigre. Situa-se na unidade geoambiental da Depressão Sertaneja. Do lado hidrográfico, Aparecida está situada nos domínios da Bacia Hidrográfica do Rio Piranhas, na região do Alto Piranhas, sendo banhada por este rio e o Rio do Peixe, rios estes com bastante potencial para perfuração de poços tubulares. Os principais tributários são o rio Piranhas Velho e os riachos das Areias, do Naiú, do Barro,
Boi Morto, Cachoeira, do Gado Bravo, Taboleiro Comprido, Cajazeira, da Mutuca, do Feijão e São Domingos, amaior parte de regime intermitente. O município conta ainda com os açudes Jaguarão e Estourinho.

### Clima
O clima do município é megatérmico do tipo tropical e semiárido. Sob efeito da baixa latitude, a temperatura média anual é bastante elevada, em torno de 29 °C com pequena amplitude anual, cerca de 30 °C, significando que, em qualquer mês, predominam temperaturas de moderadas a elevadas. A temperatura varia entre 27 °C (máximas absolutas superiores) e 35 °C, não muito comum, devido a ação dos ventos alísios.
A precipitação pluviométrica anual é muito baixa, cerca de 730mm, sendo distribuída ao longo do ano com bastante  irregularidade.
O município está incluído na área geográfica de abrangência do semiárido brasileiro, definida pelo Ministério da Integração Nacional em 2005.  Esta delimitação tem como critérios o índice pluviométrico, o índice de aridez e o risco de seca.

### Vegetação
O município possui uma vegetação típica de caatinga xerofítica, formada por extratos herbáceo-graminóide e arbóreo-arbustivo, em que se conhece, dentre outros, o pereiro, o faveiro, a jurema-preta, o xique-xique e a carnaúba.
Grande parte do município de Aparecida possuía uma vasta  plantação de carnaubais, mas com a extração de seus frutos para produção de ceras, vassouras  e outros produtos  que abastecem a Paraíba e estados vizinhos, há uma devastação cada dia mais presente que traz conseqüências graves, para o pequeno produtor e para a economia local.

### Solos
A  área é formada por terrenos sedimentares, datados do período cretáceo, cujo solo é constituído de argilitos, arenitos calcíferos, ocorrendo solos minerais profundos e argilosos com muito cascalho. São sujeitos à erosão mas são muito férteis, quando favorecidos pela chuva.

### Aglomerações Urbanas
Merece destaque o Distrito de Prensa. Temos ainda alguns sítios bastante povoados, como: Extrema, Várzea do Cantinho e o Assentamento de Acauã.

## Economia
Na agricultura destaca-se a produção de coco, banana, goiaba e manga, bem como algodão, feijão e milho. Na pecuária, o rebanho bovino, caprino e a avicultura merecem destaque.